# キエフ府主教区

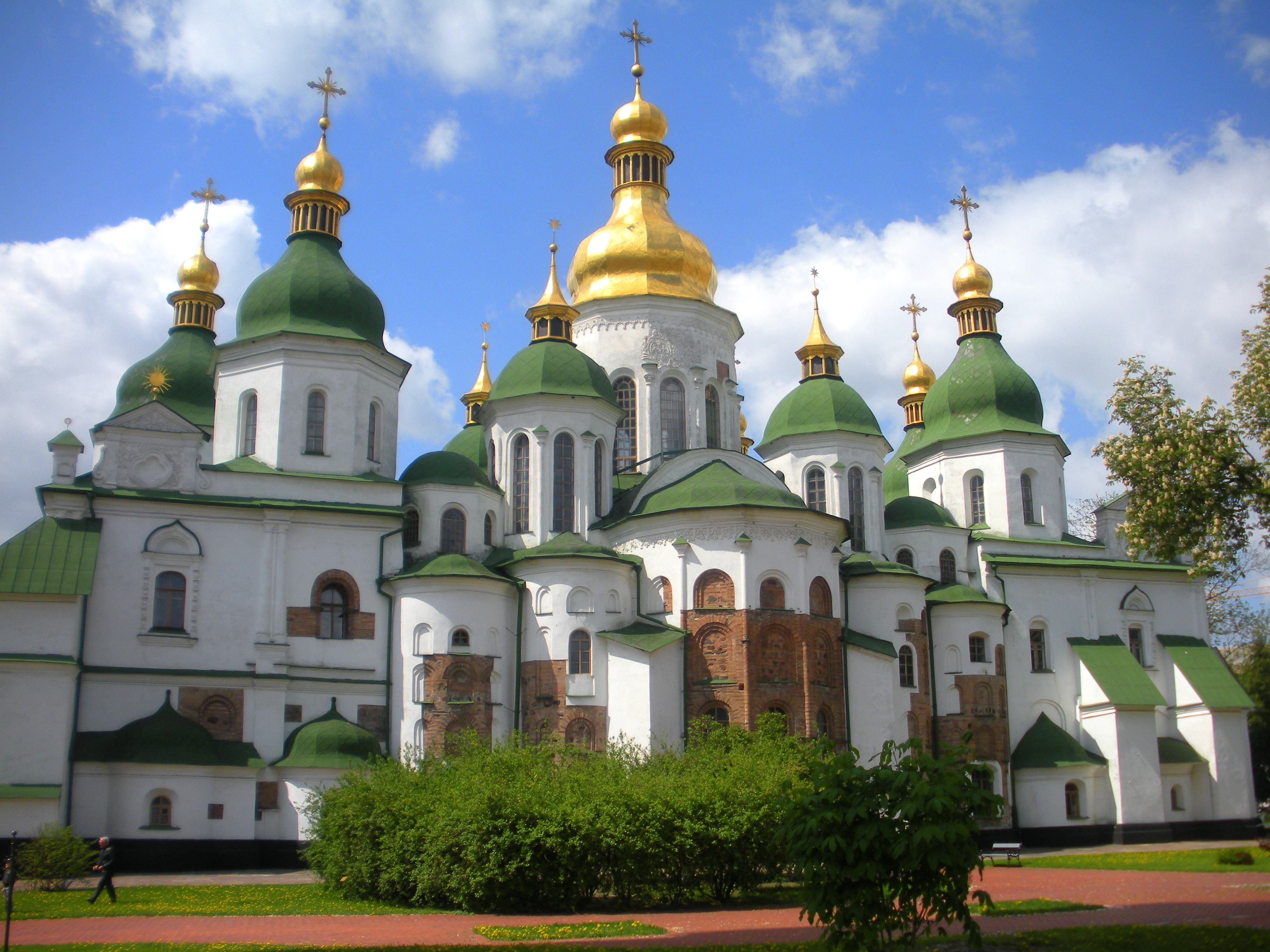
聖ソフィア大聖堂。キエフ府主教の座（10世紀～13世紀、15世紀～18世紀）。

キエフ府主教区 (ギリシア語: Μητρόπολις Κιέβου; ウクライナ語: Київська митрополія）は、ウクライナの首都キーウを中心とした府主教区の一つ。10世紀末に設置された。ウクライナにおける正教会とカトリック教会の揺籃。キエフ首都大司教区、キエフ管区司教区とも表記し得る。
また、本項目ではキエフ総主教のタイトルも記述する。

## 歴史

### 10世紀～13世紀前半
キーウの府主教座は、988年に、キエフ大公ヴォロディーミルにより、キリスト教をルーシの国教にした際に設置されたと考えられている。13世紀前半までに、キーウ、チェルニーヒウ（当時の名称はチェルニゴフ）、ペレヤースラウ（ペレヤスラヴリ）、ビールホロド（ベルゴロド）、ヴォロディーミルなどの16の主教区を有した。いつ正教会のコンスタンディヌーポリ総主教庁に所属するようになった時期については論争があるが、およそ10−11世紀の間で研究者の見解は一致している。

### 13世紀後半～14世紀
モンゴル来襲後、1299年にキエフ府主教は「モンゴル人から逃げて」、キエフ公国のキーウから、ウラジーミル・スーズダリ公国のウラジーミルへ移った。ただし、教会法上の府主教座はキーウであり続けた。総主教座が公式にウラジーミルへの移転を認めたのは府主教アレクシーの時代である。一方、14世紀にリトアニア大公国がキエフ公国とキーウを併合すると、大公アルギルダスは府主教座を欲し、幾度か府主教区の設置にまでいたるものの、コンスタンディヌーポリからは「リトアニア」「ガリチア」「小ロシア」などの府主教の称号しか得ることが出来なかった。しかし遂に1375年に総主教フィロテオスはブルガリア人キプリアンに「キエフとリトアニア人の府主教」、「小ロシアとリトアニア人の府主教」の称号を認め、リトアニア占領下の管区を彼に委任した。ただし、当時モスクワにいた「キエフと全ルーシの府主教」アレクシーは存命中であった。結果として、アレクシーの死後にも争いが続くものの、1390年にキプリアンが「キエフと全ルーシの府主教」にも任じられ、キーウの府主教座はこの時に一旦統合された。

### 15世紀
次に分裂が生じたのは1415年である。リトアニア大公ヴィタウタスが現地の主教たち9名とともに独自の「キエフ府主教」を選出したのである。モスクワ在住の「キエフと全ルーシの府主教」フォーチーのリトアニア支配下の管区についての監督が行き届いていない、というのがその理由であった。ここで選出されたのがグリゴリー・ツァンブラクである。総主教はこれを認めなかった。ただし、グリゴリーが1419年に死去すると、ヴィタウタスとフォーチーの関係が改善していたこともあり、ヴィタウタスは新たに新府主教を選出することはせず、結果として、リトアニア支配下の地域は「キエフと全ルーシの府主教座」に実質的にも統合された。
次の分裂は大きなものになった。1439年のフェラーラ・フィレンツェ公会議はカトリックと正教会との合同を宣言した。しかしモスクワはこの会議の正統性を認めず、これに賛同した府主教イシドールの廃位を宣言した。イシドールはモスクワから逃亡し、最終的にローマに入る。彼は教皇より枢機卿に任じられ、またローマに待避していた合同派総主教より「上ロシア」（モスクワ地域を意味する）の府主教としてその地位は確認された。総主教グレゴリオス・マンマスは、他方で「下ロシア」（リトアニア占領下の地域）については、イシドールの弟子に当たるグリゴリー・ボルガリンを府主教に選んだ。
その後、1458年に教皇ピウス2世は合同した教会の「府主教」として正式にグリゴリーを任命し、リトアニアのカジミェシュ4世やモスクワ大公ヴァシーリー2世にグリゴリーの受け入れを打診する。ヴァシーリーは既に内戦後、教会会議により1448年にリャザン府主教ヨナを府主教に任じさせており、グリゴリーの受け入れを断った。他方でカジミェシは合同反対であったと言われるものの、ここで態度を変え、グリゴリーを受け入れることになる。グリゴリーは10の主教座をカジミェシより獲得した。1469年にはコンスタンティノープルの総主教ディオニシオスから正式に承認を受け、名実ともに「キエフ府主教」となった。
以後の府主教たちは概ね、コンスタンティノープルより正式に「キエフ府主教」に任じられた。しかし、教皇庁はこれを喜ばず、コンスタンティノープルと手を切るよう書簡を出してもいる（1499年）。

### 16世紀末～18世紀
1596年にキエフ府主教をはじめ府主教区の主教たちのうち多くがコンスタンディヌーポリ総主教庁から離れ、ローマ教皇の傘下に入った。これをブレスト合同という。これによって正教会に属していたキエフ府主教区は東方の典礼等を保持したままローマ教皇の権威を認めるようになり、当時のポーランド法的には一旦グレコ・カトリックの管区（ウクライナ東方カトリック教会）になった。しかしこれに対する抵抗も激しく、例えばリヴィウ主教ゲデオンとプシェミスル主教ミハイロが合同に反対していた。また合同を進めたジグムント3世ですら、既に1598年に正教会の存続を確認しており、正教会の「キエフ府主教区」は存続することになる。
1620年になるとエルサレム総主教テオファンはウクライナ・コサックの依頼をうけてキエフの正教会のために新たな聖職者を按手した。1633年にポーランド・リトアニア共和国の国王の許可を得てコンスタンディヌーポリ総主教は新たなキエフ府主教区を設置した。これによってグレコ・カトリック教会に属するキエフ首都大司教区と、正教会に属するキエフ府主教区が両立するようになった。
1649年にキエフ府主教区の領域ではコサック国家が誕生すると、グレコ・カトリック系の聖職者はキーウを追われた。しかし、1660年代にコサックによるウクライナ内戦に伴い、正教会のキエフ府主教区でも争いが起こり、キエフ府主教区は独立派・親ポーランド派・親モスクワ派に分かれた。1685年に後者はコンスタンディヌーポリ総主教庁と手を切ってモスクワ総主教庁に合同を結び、ロシア正教会に所属するようになった。一方、独立派・親ポーランド派は18世紀にカトリック教会に改宗した。

### 近現代
1918年に、ロシア帝国の崩壊に伴ってウクライナ人民共和国が独立を宣言すると、ロシア正教会に属するウクライナ系聖職者の一部は1919年にウクライナ独立正教会を組織し、独自のキエフ府主教区を設置した。
1990年にモスクワ総主教庁はロシア正教会に属するキエフ府主教区をウクライナ正教会に改名し、自己管理権を認めた。
1990年に、ムスティスラウがウクライナ独立正教会の首座主教として、「キエフと全ウクライナの総主教」の称号で選出された。続いて1992年には、「キエフと全ルーシ＝ウクライナの総主教」の称号で改めて選出され、ウクライナ正教会・キエフ総主教庁が成立した。
2018年12月15日にウクライナ正教会・キエフ総主教庁とウクライナ独立正教会が統合し、新生「ウクライナ正教会 (2018年設立)」が発足した。同教会の首座主教にはエピファニーが「キエフと全ウクライナの府主教」の称号で着座した。ウクライナ正教会・キエフ総主教庁の首座主教であったフィラレート総主教は、これに伴って離任し、新生ウクライナ正教会の「名誉総主教」とされた。

## 現況
2018年の現時点では、キエフ府主教区は三重に存在している。
- ウクライナ正教会（2018年）
- ウクライナ正教会 (モスクワ総主教庁系)（1990年）[10]。
- ウクライナ東方カトリック教会（1596年）[13]。
- ラテン典礼のカトリックの管区はこれと別に存在する。

下記の府主教/総主教区は、2018年に両教会が合同して新生「ウクライナ正教会」が発足したことにより解消した。
- ウクライナ正教会・キエフ総主教庁（1992年）。
- ウクライナ独立正教会（1919）。

## ウクライナの総主教と府主教の一覧
- en:List of Metropolitans and Patriarchs of Kiev